# Maria Stenberg
Siv Maria Stenberg, född Pettersson, tidigare gift Öberg, född 7 juli 1966 i Södertälje, är en svensk politiker (socialdemokrat) och undersköterska. Hon var ordinarie riksdagsledamot 2002–2014, invald för Norrbottens läns valkrets.

## Biografi
Stenberg var ordinarie riksdagsledamot 2002–2014. I riksdagen var hon ledamot i bostadsutskottet 2002–2006, arbetsmarknadsutskottet 2006–2014, Nordiska rådets svenska delegation 2006–2014 och riksdagens ansvarsnämnd 2013–2015. Stenberg var även suppleant i civilutskottet, EU-nämnden, finansutskottet, utbildningsutskottet, Nordiska rådets svenska delegation och riksdagens delegation till Interparlamentariska unionen.
2013 meddelade Stenberg att hon skulle lämna riksdagspolitiken och inte ställa upp i riksdagsvalet 2014.
Stenberg var regionstyrelsens ordförande och regionråd i Region Norrbotten från 2015 till 2018. Den 1 september 2018 tillträdde hon som regionchef för Hyresgästföreningen Region Norrland.